# Сараксау (Алба)
Сараксау (рум. Sărăcsău) насеље је у Румунији у округу Алба у општини Шибот. Oпштина се налази на надморској висини од 211 m.

## Становништво
Према подацима из 2002. године у насељу је живело 209 становника, од којих су сви румунске националности.